# Die Kannibalen
Die Kannibalen (Originaltitel The Cannibals) ist ein Theaterstück von George Tabori. Die Uraufführung fand am 17. Oktober 1968 in New York statt; die deutsche Erstaufführung war am 13. Dezember 1969. Die deutsche Übersetzung stammt von Peter Sandberg.

## Handlung
In Die Kannibalen gibt der Autor anhand von Berichten Überlebender Einblick in einen Tag im Konzentrationslager Auschwitz. Das Stück spielt in einer der Baracken des Lagers. Taboris Vater Cornelius Tabori (Rollenbezeichnung: „Onkel“) ist einer der Insassen, die schrecklichen Hunger leiden und für die Essen das einzig relevante Thema geblieben ist. Als sie bemerken, dass einer von ihnen – genannt Puffi – ein Stück Brot vor ihnen geheim gehalten hat, beginnt eine Rangelei, in der das Brot ergattert und anschließend geteilt wird. In diesem Handgemenge verstirbt Puffi, der dickste Mann von ihnen. Onkel Tabori will ihn begraben, doch einer der anderen kommt auf die Idee, dass es eine Verschwendung wäre, diese Menge an essbarem Fleisch zu verschmähen. Es entspinnt sich ein Konflikt zwischen Onkel und seinen Mitgefangenen, in dem er versucht, sie davon zu überzeugen, dass ihr Vorhaben unmenschlich und gegen Gottes Willen ist. Doch die anderen setzen sich durch und Weiss, ein Koch, beginnt mit der Zubereitung einer Suppe, in der Puffi die Hauptzutat sein soll. Während des langen Wartens, bis die Suppe fertig ist, diskutiert Onkel weiter mit den anderen, es wird jedoch auch ein Gedicht vorgetragen, Musik gemacht und getanzt. Der Jüngste von ihnen, der Ramaseder-Junge, erst zwölf Jahre alt, verstirbt außerdem am Ende des ersten Aktes – Onkel begräbt ihn und stellt damit sicher, dass ihm nicht dasselbe Schicksal wie Puffi widerfährt. Zum Ende des Stückes gerät Onkel mit den anderen in eine so heftige Auseinandersetzung, dass ein Kampf entsteht und er niedergeschlagen wird. Das Zusammenbrechen von Onkel erschüttert die anderen, und als just in diesem Moment der Koch verkündet, das Essen sei fertig, erwidert Klaub, der Onkel zuvor schwere Vorwürfe gemacht hat: „Ich habe keinen Hunger.“
Kurz darauf betritt der Wachmann Schrekinger die Baracke, zur Selektion der Alten und Schwachen. Als er die Suppe sieht und das Fehlen von Puffi bemerkt, wird ihm klar, was vor sich geht, und er fordert die Insassen auf zu essen. Einer nach dem anderen weigert sich und wird „in den Duschraum“ geschickt – also in den Tod. Nur zwei von ihnen beugen sich dem Zwang, es sind Hirschler und Heltai, die beiden Überlebenden, „denen wir die Kenntnis der Fakten verdanken“.